# Masthugget
Masthugget est un quartier de la ville de Göteborg (Suède). Il appartient au district de Linnéstaden.

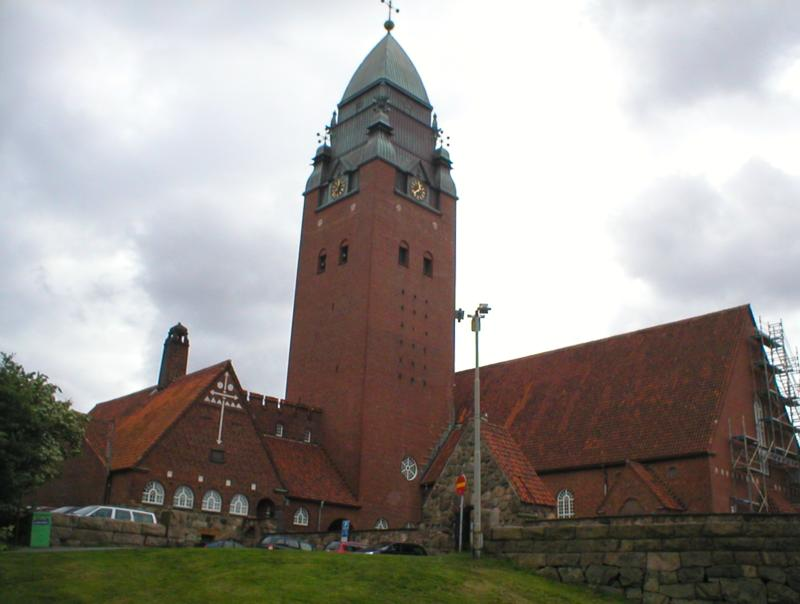
La Masthuggskyrkan.

L'église Masthugg (Masthuggskyrkan), avec sa haute tour en briques, jonche une colline dominant le port de Göteborg. Elle est visible au loin en mer.
De Masthuggskajen (le quai de Masthugget) partent les ferrys reliant Göteborg à la ville de Frederikshavn (Danemark) (3 h 15 de traversée).